# Chrudim
Chrudim (tjekkisk udtale: [ˈxruɟɪm]) er en by i  tjekkiske region Pardubice med omkring 23.000 indbyggere, hvilket gør den til  den næststørste by i regionen. Den historiske bymidte er velbevaret og er beskyttet ved lov som en urban monumentzone.
Chrudim består af bydelene af Chrudim I-IV og landsbyerne Medlešice, Topol, Vestec og Vlčnov.

## Geografi
Chrudim ligger omkring 8 km  syd for Pardubice hovedsageligt i højlandet Svitavy. Det højeste punkt er bakken Podhůra der er 356 moh. Denne bakke ligger i den sydlige spids af kommunens område, som strækker sig ind i Železne hory (Jernbjergene) og det eponyme beskyttede landskabsområde. Floden  Chrudimka løber gennem byen.

## Historie
Den første skriftlige omtale af Chrudim er fra 1055, hvor hertug Bretislav 1. døde her ifølge Chronica Boemorum. Den kongelige by Chrudim blev grundlagt i 1276 af kong Ottokar 2. af Bøhmen for sin beliggenhed på en rute fra Prag til Mähren. Fra 1307 blev det en medgiftsby administreret af böhmiske dronninger.
I begyndelsen af hussitterkrigene deltog Chrudim på den anti-katolske side, og den tysktalende befolkning forlod byen. Siden da har Chrudim været et næsten udelukkende nationalt tjekkisk område. Byen var i opposition til de regerende habsburgere under det mislykkede stænderoprør i 1547 og det bøhmiske oprør i 1618-1620, hvilket havde alvorlige konsekvenser for den. Chrudim var også hårdt ramt af Trediveårskrigen, hvor den evangeliske befolkning forlod byen som følge af genkatolisering.
I løbet af det 18. og 19. århundrede mistede Chrudim delvist sin økonomiske og administrative betydning, men det er blevet et vigtigt uddannelses- og kulturcenter, hvilket førte til, at den fik tilnavnet "Athen of Eastern Bohemia". I 1871 blev jernbanen bygget, og byen genvandt økonomisk betydning.
Indtil 1918 var byen en del af Østrig-Ungarn, leder af Chrudim-distriktet, en af de 94 Bezirkshauptmannschaften i Bøhmen.